# 愛情物語 (中島みゆきの曲)
「愛情物語」（あいじょうものがたり）は、1997年11月7日に発売された中島みゆきの34作目のシングル。

## 解説
タイトル曲はテレビ朝日系ドラマ『はみだし刑事情熱系』（第2シリーズ）の主題歌に使用された。
カップリング曲である「幸せ」は、小林幸子に提供した楽曲のセルフカバー。小林は、1997年の第48回NHK紅白歌合戦で同曲を歌唱した。
2022年11月28日にこのシングルは、ヤマハミュージックコミュニケーションズによりデジタル・ダウンロード配信された。

## 収録曲
1. 愛情物語
  - 作詞・作曲：中島みゆき／編曲：瀬尾一三
2. 幸せ
  - 作詞・作曲：中島みゆき／編曲：瀬尾一三
3. 愛情物語（TV MIX）